# Улубей
Улубей (тур. Ulubey Kanyonu Tabiat Parkı) — каньон и природный парк в ильче (районах) Улубей и Карахаллы провинции Ушак. Каньон является вторым по длине в мире после Гранд-Каньона в США. Ближайший населеный пункт к каньону одноимённый город Улубей.

## Характеристика
Улубей занимает площадь 119 гектаров. Главный каньон имеет ширину 100—500 м и глубину 135—170 м, общую длину 40-45 км. Ручьи Улубей и Баназ (притоки реки Бююк-Мендерес) протекают через каньон Улубей. Главный каньон расположен вдоль обоих ручьев, при этом имеется десятки боковых каньонов. Стены каньона имеют ширину 10-30 метров и высоту 50-55 метров. Стены каньона прерываются и имеют как минимум три террасы. Кроме того, вдоль каньона много конических карстовых холмов.

## Климат
Находясь в переходной зоне между регионами Эгейского моря и Центральной Анатолии, провинция Ушак демонстрирует климатические характеристики обоих регионов. Летние месяцы теплее и засушливее, чем в регионе Эгейского моря, а зимний сезон мягче, чем в регионе Центральной Анатолии. Дождь, приносимый воздушными массами с Эгейского моря, создает более влажный климат, чем в Центральной Анатолии. Среднегодовое количество осадков составляет 551 мм. Месячное или сезонное распределение осадков неравномерно.

## Экология

### Флора
Растения, произрастающие в природном парке, включают сосну турецкую (Pinus brutia), ладанник (Cistus), дуб (Quercus ithaburensis), дуб индюк (Quercus cerris), солончак (Tamarix), сумах (Rhus), каркас (Celtis), ракитник. (Genista), коровяк (Verbascum), молочай (Astragalus) и дикий майоран (Origanum).

### Фауна
Природный парк обеспечивает подходящую среду обитания для млекопитающих, таких как кабан, заяц, лиса, шакал, серый волк (Canis lupus), индийский дикобраз (Hystrix indica), дикобраз и тушканчик, сухопутные черепахи, полосатая гадюка (Montivipera xanthina), виды птиц красноногая куропатка, обыкновенный канюк, ястреб, обыкновенный ворон (Corvus corax), виды рыб европейский голавль (Squalius cephalus), сом и виды насекомых многоглазка голубая бабочка.

## Экотуризм
В прошлом в этом районе было много цивилизаций, включая Лидию, империю Ахеменидов, Македонию, Пергамское королевство, Римскую империю, Византийскую империю, Гермианидов и, наконец, Османскую империю.
В августе 2013 года каньон был объявлен Министерством лесного и водного хозяйства природным парком. В 2015 году построена смотровая площадка в виде носовой части корабля площадью 135 м2 со стеклянным полом на высоте 131 м над дном каньона и был открыт кафетерий для туристических целей. Пеший туризм, походы и кемпинг с использованием палаток являются популярными видами активного отдыха в районе каньона. В июне 2015 года сообщалось, что за месяц природный парк посетило около 40 000 туристов. К марту 2016 года количество посетителей за месяц выросло почти до 100 000 человек.